# 空運行
空運行（dry run）也稱為試運行（practice run） ，是刻意為了減輕可能的影響而有的測試流程。例如飛機公司會先在飛機停在陸地上時進行其彈射座椅的測試，之後才在飛機升空後主進行類似測試。陸地上的測試即為空運行。
在驗收程序（也稱為工廠验收测试）的領域中，空運行是指分包商需在產品交給客戶，進行真正的验收测试之前，先進行的完整測試。

## 外部連結
- World Wide Words: Dry Run （页面存档备份，存于）